# Noksu
Noksu – fińsko-brytyjski serial animowany dla dzieci tworzony techniką 3D. Serial liczy 65 odcinków.
W Polsce serial emitowany był na kanale Polsat JimJam od 1 lipca 2014 roku. 

## Treść
Serial opowiada o perypetiach sympatycznego kaczorka imieniem Noksu i jego przyjaciół. Bajka ma charakter edukacyjny. Kaczorek w każdym odcinku uczy się czegoś nowego: przechodzenia przez ulicę, pływania, dbania o rower, czy też prac w ogródku.

## Wersja polska
Opracowanie i udźwiękowienie: MediaVox

Dialogi: Dariusz Kosmowski

Wystąpili:
- Agnieszka Wajs –
  - Noksu,
  - Pani Doktor Zdrówko
- Wisława Świątek – Nupi
- Anita Sajnóg –
  - Betty,
  - Pani Kwoka,
  - Jajeczko
- Ireneusz Załóg –
  - Julek,
  - Karol,
  - Monty,
  - Buster

Piosenkę tytułową śpiewał: Krzysztof Korzeniowski

Tekst piosenki tytułowej: Dariusz Kosmowski
Lektor: Ireneusz Załóg